# 전영 (제왕)

전영(田榮, ? ~ 기원전 205년)은 중국 진나라 말기의 군벌로, 제나라의 왕족이자, 제나라 왕이며, 제나라 왕 전광(田廣)의 아버지이다. 종형 전담, 동생 전횡(田橫)등과 제(齊)나라를 다시 재건했고, 항우의 분봉에서 소외되자 불만을 품고 항우가 제나라를 셋으로 분할한 것을 아울러 항우의 분봉 체제를 뒤흔들었다.

## 생애
이세황제 원년(기원전 209년), 종형 전담(田儋)과 아우 전횡(田橫)과 함께 봉기하여 제나라를 복구했고, 전담이 제나라 왕이 됐다.
전담이 진나라 장수 장한(章邯)과 싸우다 패사하고 자신도 동아로 달아났으나 장한에게 포위되었다. 본국에서는 제왕 전건(田建)의 아우 전가(田假)를 다음 왕으로, 전각(田角)을 상국으로, 전간(田間)을 장수로 세웠다. 초나라의 항량(項梁)이 용저와 함께 전영(田榮)을 돕고자 장한의 군대를 격파해 위급에서 벗어났으나, 본국에서 전가를 왕으로 세운 것에 분노하여 장한을 추격하는 초나라 군에 함께하지 않고 제나라를 공격해 전가와 전각을 몰아내고 전담의 아들 전시를 왕으로 옹립했으며 자신이 상(相)으로서 사실상 제나라를 다스렸다. 마침 조나라에 구원을 요청하러 간 전간(田間)이 돌아오지 않고, 전가가 초나라로, 전각이 조나라로 망명하자 초나라와 조나라에 이들을 죽일 것을 청했으나, 초 의제와 조나라 모두 들어주지 않았다. 제나라는 항량을 돕지 않았고, 향량은 장한에게 패사해 특히 항량의 조카 항우(項羽)의 원한을 샀다. 한편 전영의 수하 장수인 전도(田都)는 전영의 조치에 반기를 들고 독자적으로 조나라를 도와주러 출진했다.
기원전 206년, 항우를 주축으로 한 제후연합군이 진나라를 멸해 항우가 각지에 새로이 제후들을 분봉했다. 자신은 항우의 조나라 구원과 진나라 정복을 돕지 않은데다 항우의 원한을 샀기 때문에 자기에게 옹립된 전시는 교동(膠東)으로 봉국이 옮겨졌고, 항우를 도와 함께 진나라를 멸한 제나라 장수 전도가 대신 제나라 왕이 되었으며 또 제북군의 몇 성을 진나라에서 빼앗고 항우에게 항복한 전안(田安)은 제북왕(濟北王)이 되었다. 전영은 이 분봉에 불만을 품고, 제나라의 선비들을 겁박하여 자기를 따르게 하고 거부하는 자들은 죽였으며, 같이 불만을 품은 조나라의 진여(陳餘)와 손을 잡고 항우에게 반기를 들어 전도를 공격해 초나라로 쫓아냈다. 전시가 항우를 두려워해 교동으로 옮기려 하자, 전시를 죽이고 또 제북왕 전안을 공격해 죽여 세 제나라를 아울렀고, 자신이 제나라 왕이 되었다. 또 진여를 도와 군사를 주어 상산왕 장이(張耳)를 내쫓게 했으며, 팽월(彭越)에게 장군의 인수를 주어 서초의 일부인 양나라 땅을 휩쓸게 했다.
한왕 2년(기원전 205년), 항우가 제나라를 치자 성양(城陽)에서 회전을 벌여 지고 평원현(平原縣)으로 달아나, 평원현의 백성에게 살해되었으니 재위 8달 만이었다. 이후 초나라에서 전가를 대신 제나라 왕으로 삼았으나, 아우 전횡이 초나라에 맞서 전가를 내쫓고 전영의 아들 전광(田廣)을 옹립해 제나라를 재건했다.

## 가계

### 관련 인물
전광　전담　전시　전횡